# Émission de positon

Différents modes de désintégration radioactive : radioactivités α, β− et β+, capture électronique ε, émission de neutron n et émission de proton p.

L'émission de positon ou désintégration β+ est un type de désintégration radioactive β dans laquelle un proton est converti en neutron, avec émission d'une particule β+ (positon) et d'un neutrino:
{\displaystyle p^{+}~\rightarrow ~n+e^{+}+{\nu }_{e}}

## Mécanisme d'émission
Les protons et neutrons ne sont pas des particules élémentaires, mais sont chacun constitués de trois quarks : un proton est constitué de deux quark up de charge +2/3 et d'un quark down de charge −1/3 (uud), ce qui lui confère une charge +1 ; un neutron est constitué de deux quarks down et un quark up (udd), d'où une charge nulle. Ces quarks sont capables de changer de nature, en particulier de up à down. C'est ce phénomène qui produit une radiation β : en l'occurrence, dans le cas d'une désintégration β+, un quark up se change en quark down, changeant un proton en neutron avec émission d'un boson W+ :
{\displaystyle u~\rightarrow ~d+W^{+}}
Cette réaction est immédiatement suivie par la désintégration du boson {\displaystyle W^{+}} en un positon (ou particule β+) et un neutrino :
{\displaystyle W^{+}~\rightarrow ~e^{+}+{\nu }_{e}}

## Compétition avec la capture électronique
Les noyaux se désintégrant par émission de positon peuvent également se désintégrer par capture électronique. Pour des désintégrations à faible énergie, la capture électronique est énergétiquement favorisée de 2mec2 = 1,022 MeV, car l'état final dans ce cas a un électron de moins plutôt qu'un positon de plus. Plus l'énergie de désintégration est importante, plus la réaction favorisée tend  à être l'émission de positon.  Cependant, si la différence d'énergie est inférieure à 2mec2, l'émission de positon est impossible et la capture électronique est le seul mode de désintégration possible. Certains isotopes (par exemple 7Be) sont stables dans les rayons cosmiques parce que les électrons y sont séparés et que l'énergie de désintégration est trop petite pour une émission de positon.

## Isotopes émetteurs de positon
On peut compter parmi les isotopes émetteurs de positon la plupart des radioisotopes plus légers que les isotopes stables, notamment le  carbone 11, le potassium 40, l'azote 13, l'oxygène 15, le fluor 18 ou l'iode 121.  L'exemple suivant donne l'équation de désintégration du carbone 11 en bore 11 avec émission d'un positon et d'un neutrino :
11C → 11B  +  e+ + νe + 0,96 MeV

## Applications
Les isotopes émetteurs de positons sont utilisés en tomographie par émission de positons (« PET scan »), une technique d'imagerie médicale.
Les isotopes émetteurs de positon à courte durée de vie, 11C, 13N, 15O et 18F utilisés en tomographie sont en général produits par irradiation protonique d'une source naturelle ou enrichie,.